# Miss Univers 2005
Miss Univers 2005, est la 54e édition du concours de Miss Univers, qui a lieu le 31 mai 2005, à l'Impact Muang Thong Thani, à Bangkok, en Thaïlande. La cérémonie a été animée par Nancy O'Dell, Miss Caroline du Sud 1987 et l'animateur de télévision américain Billy Bush.
81 pays et territoires ont participé à l'élection. Pour la deuxième fois dans l'histoire de Miss Univers, la Thaïlande organise le concours. Le pays avait déjà accueilli le concours en 1992.
La gagnante, Natalie Glebova, Miss Univers Canada, succède à l'Australienne Jennifer Hawkins, Miss Univers 2004. Elle est la deuxième Canadienne à remporter le titre de Miss Univers après Karen Dianne Baldwin, Miss Univers 1982.

## Résultats

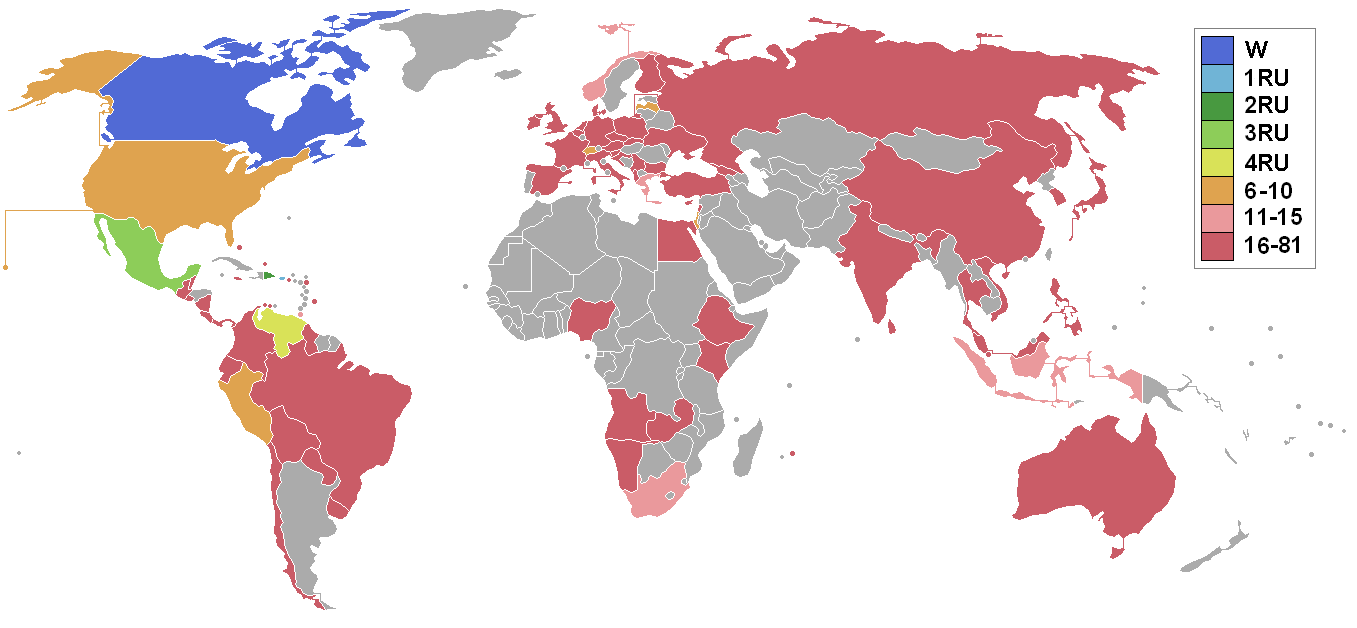
Pays et territoires participants et résultats.

| Résultat final    | Candidate |
| ----------------- | --- |
| Miss Univers 2005 | - Canada - Natalie Glebova |
| 1re dauphine      | - Porto Rico - Cynthia Olavarria |
| 2e dauphine       | - République dominicaine - Renata Soñé |
| 3e dauphine       | - Mexique - Laura Elizondo |
| 4e dauphine       | - Venezuela - Mónica Spear (†) |
| Top 10            | - Pérou - Débora Sulca - Lettonie - Ieva Kokoreviča - Suisse - Fiona Hefti - États-Unis - Chelsea Cooley - Israël - Elena Ralph                                  |
| Top 15            | - Grèce - Evangelia Aravani - Afrique du Sud - Claudia Henkel - Norvège - Helene Tråsavik - Trinité-et-Tobago - Magdalene Walcott - Indonésie - Artika Sari Devi |

## Candidates
| - Afrique du Sud - Claudia Henkel - Albanie - Agnesa Vuthaj - Allemagne - Aslı Bayram - Angola - Zenilde Josias - Antigua-et-Barbuda - Shermain Jeremy - Aruba - Luisana Cicilia - Australie - Michelle Guy - Bahamas - Denia Nixon - Barbade - Nada Yearwood - Belgique - Debby De Waele - Belize - Andrea Elrington - Bolivie - Andrea Abudinen - Brésil - Carina Beduschi - Bulgarie - Galina Gancheva - Canada - Natalie Glebova - Chili - Renata Ruiz - Chine - Tao Siyuan - Colombie - Adriana Tarud - Corée du Sud - Kim So-young - Costa Rica - Johanna Fernández - Croatie - Jelena Glišić - Curaçao - Rychacviana Coffie - Chypre - Elena Hadjidemetriou - Danemark - Gitte Hanspal - Équateur - Ximena Zamora - Égypte - Meriam George - Espagne - Verónica Hidalgo - Éthiopie - Atetegeb Tesfaye - Finlande - Hanna Ek - France - Cindy Fabre - Géorgie - Rusudan Bochoidze - Grèce - Evangelia Aravani - Guatemala - Aida Karina Estrada - Guyana - Candisie Franklin - Hongrie - Szandra Proksa - Îles Turques-et-Caïques - Weniecka Ewing - Îles Vierges des États-Unis - Tricia Homer - Inde - Amrita Thapar - Indonésie - Artika Sari Devi - Irlande - Mary Gormley | - Israël - Elena Ralph - Italie - Maria Teresa Francville - Jamaïque - Raquel Wright - Japon - Yukari Kuzuya - Kenya - Rachel Marete - Lettonie - Ieva Kokoreviča - Liban - Nadine Njeim - Malaisie - Angela Gan - Maurice - Magalie Antoo - Mexique - Laura Elizondo - Namibie - Adele Basson - Nicaragua - Daniela Clerk - Nigeria - Roseline Amusu - Norvège - Helene Tråsavik - Panama - Rosa María Hernández - Paraguay - Karina Buttner - Pays-Bas - Sharita Sopacua - Pérou - Débora Sulca - Philippines - Gionna Cabrera - Pologne - Marta Kossakowska - Porto Rico - Cynthia Olavarría - République dominicaine - Renata Soñé - Tchéquie - Kateřina Smejkalová - Royaume-Uni - Brooke Johnston - Russie - Natalia Nikolayeva - Salvador - Irma Dimas - Serbie-et-Monténégro - Jelena Mandić - Singapour - Cheryl Tay - Slovaquie - Michaela Drencková - Slovénie - Dalila Dragojevič - Sri Lanka - Rozanne Diasz - Suisse - Fiona Hefti - Thaïlande - Chananporn Rosjan - Trinité-et-Tobago - Magdalene Walcott - Turquie - Dilek Aksoy - Ukraine - Juliya Chernyshova - Uruguay - Viviana Arena - États-Unis - Chelsea Cooley - Venezuela - Mónica Spear (†) - Vietnam - Phạm Thu Hằng - Zambie - Cynthia Kanema |

## Ordre d'annonce des finalistes
| 1. Mexique 2. Lettonie 3. République dominicaine 4. Canada 5. Afrique du Sud 6. Venezuela 7. Norvège 8. Suisse 9. États-Unis 10. Indonésie 11. Trinité-et-Tobago 12. Israël 13. Pérou 14. Grèce 15. Porto Rico | 1. Porto Rico 2. Canada 3. Pérou 4. Suisse 5. Lettonie 6. République dominicaine 7. États-Unis 8. Mexique 9. Venezuela 10. Israël | 1. Mexique 2. Porto Rico 3. République dominicaine 4. Canada 5. Venezuela |

## Déroulement de la cérémonie

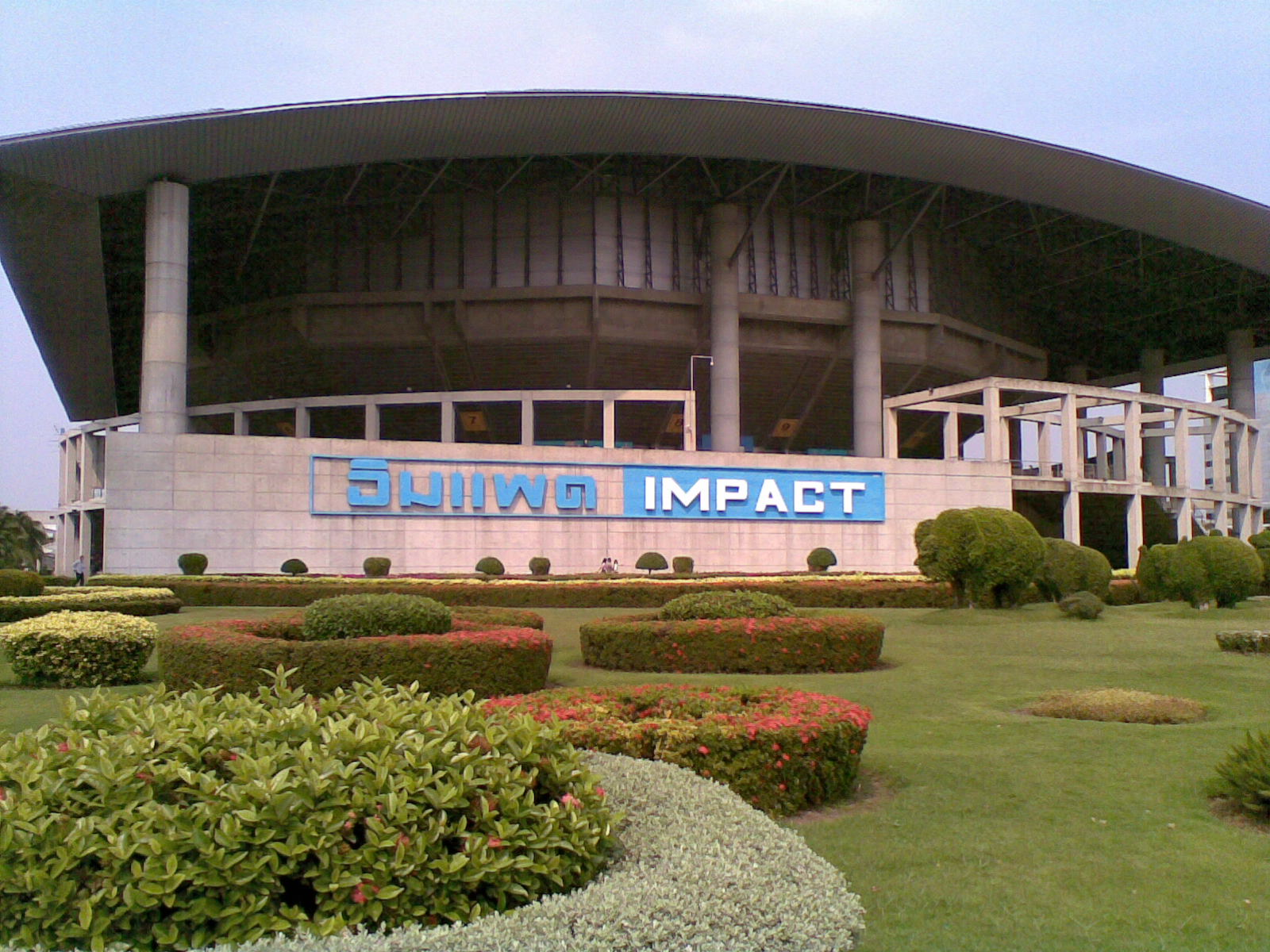
L'Impact Muang Thong Thani, lieu de l'élection.

Le début de la cérémonie commence avec l'arrivée insolite des maîtres de cérémonie de Billy Bush sur un éléphant et Nancy O'Dell en tuk-tuk, taxi traditionnel de Bangkok.
Pendant la transmission, une minute de silence a été consacrée aux victimes du tsunami de 2004 qui a tué des milliers de personnes à travers le pays.
Les quinze demi-finalistes ont été annoncées. La surprise fut au rendez-vous puisque des favorites ont été placées telles que Natalie Glebova du Canada , Mónica Spear du Venezuela, Chyntia Olavarria du Porto Rico, Laura Elizondo du Mexique et Evangelia Aravani de Grèce. La première Miss Lettonie, Ieva Kokorevica a également été placé, en plus de la candidate indonésienne très controversée, Artika Sari Devi,. Représentante d'un pays majoritairement musulman qui est de retour en compétition après une interruption de neuf ans, cette dernière a suscité un tollé dans son pays après l'apparition de photos d'elle en maillot de bain durant les préliminaires. Bien qu'on lui a interdit de continuer à concourir, Artika Sari Devi a ignoré l'interdiction du gouvernement et a participé au défilé de maillot de bain mais contrairement à ces concurrentes, elle portait un maillot de bain une pièce au lieu d'un bikini.
Avec les favorites, il y avait notamment dans le classement des représentantes de la République dominicaine, de l'Afrique du Sud, de la Suisse, des États-Unis, de l'Israël, du Pérou, de la Grèce, de la Trinité-et-Tobago et du Porto Rico.
Les dix demi-finalistes sont ensuite annoncées.
Les cinq finalistes sont ensuite annoncées. Cette année-là est considérée comme l'année des Amériques puisque les candidates viennent toutes de ce continent et représentent : le Canada, le Mexique, le Venezuela, le Porto Rico et la République dominicaine. À la fin, le Venezuela est classé en 5e place, le Mexique en 4e place, la République dominicaine en 3e place, le Porto Rico en 2e place et le Canada a remporté sa deuxième couronne grâce à sa représentante, Natalie Glebova.

### Jury
| Membre | Membre                    | Nationalité | Notes                                                                               |
| ------ | ------------------------- | ----------- | ----------------------------------------------------------------------------------- |
|        | Heidi Albertsen           | Danoise     | Mannequin, lauréate de la finale mondiale du concours Elite Model Look en 1993.     |
|        | Kevin Bright              | Américaine  | Producteur exécutif de la série Friends.                                            |
|        | Mario Cimarro             | Cubaine     | Acteur.                                                                             |
|        | Bryan Dattilo             | Américaine  | Acteur connu pour avoir incarné le rôle de Lucas Horton dans Des jours et des vies. |
|        | Carson Kressley           | Américaine  | Acteur, styliste et expert « fashion » dans l'émission Queer Eye                    |
|        | Cassie Lewis              | Américaine  | Mannequin, Miss Moscow USA 2015.                                                    |
|        | Louis Licari              | Américaine  | Coiffeur styliste ayant travaillé pour plusieurs célébrités                         |
|        | Anne Martin               | Canadienne  | Membre du département marketing des entreprises Cover Girl et Max Factor Marketing. |
|        | Porntip Nakhirunkanok     | Thaïlandais | Miss Thaïlande 1988 et Miss Univers 1988.                                           |
|        | Oleksandra Nikolayenko    | Ukrainienne | Miss Ukraine 2001 et Miss Ukraine Univers 2004.                                     |
|        | Khun Pi Rom Pakdi         | Thaïlandais | Citoyen thaïlandais.                                                                |
|        | Jean-Georges Vongerichten | Français    | Chef cuisinier.                                                                     |

### Prix attribués
| Prix                                              | Candidates |
| ------------------------------------------------- | --- |
| Meilleur costume national (Best National Costume) | - Gagnante - Thaïlande - Chananporn Rosjan - 2e finaliste - Tchéquie - Kateřina Smejkalová - 3e finaliste - Mexique - Laura Elizondo |
| Miss Sympathie (Miss Congeniality)                | - Îles Vierges des États-Unis - Tricia Homer                                                                                         |
| Miss Photogénique (Miss Photogenic)               | - Philippines - Gionna Cabrera |

## Observations